# كولين فوكس
كولين فوكس (بالإنجليزية: Colin Fox)‏ (و. 1938  م) هو ممثل مسرحي، وممثل أفلام، كندي. تعلم في مدرسة المسرح الوطني الكندي ‏.

## الأعمال

### أفلام
| السنة | العنوان         | الدور          |
| ----- | --------------- | -------------- |
| 1983  | قصة عيد الميلاد | مينغ ذا ميرسلس |
| 1989  | تضحيات صغيرة    | جيم بيكس       |
| 1996  | دايلايت         | روجر تريلينغ   |

### مسلسلات
| السنة     | العنوان                 | الدور                       |
| --------- | ----------------------- | --------------------------- |
| 1989      | سوبر ماريو بروس سوبر شو | الملك هاركينيان (صوت)       |
| 1991      | قانون ونظام             | بيتر مارتن                  |
| 1991–1997 | روبرت                   | الأستاذ (صوت)               |
| 1995      | هل انت خائف من الظلام؟  | راي لوسون                   |
| 2000      | الفتاة نيكيتا           | كلمان                       |
| 2001      | زاك فايل                | تشارلز                      |
| 2004      | بيب والعالم الكبير      | نيوتن                       |
| 2004–2008 | أتوميك بيتي             | السيد ماكسيموس آي كيو (صوت) |
| 2019      | ماري تقتل الناس         | الكاهن                      |

## وصلات خارجية
- كولين فوكس على موقع IMDb (الإنجليزية)
- كولين فوكس على موقع ألو سيني (الفرنسية)
- كولين فوكس على موقع أول موفي (الإنجليزية)
- كولين فوكس على موقع قاعدة بيانات برودواي على الإنترنت (الإنجليزية)
- كولين فوكس على موقع قاعدة بيانات الأفلام السويدية (السويدية)
- كولين فوكس على موقع قاعدة بيانات الفيلم (الإنجليزية)
- كولين فوكس على موقع كينوبويسك (الروسية)